# Sphenopus (planten)
Sphenopus is een geslacht uit de grassenfamilie (Poaceae). De soorten van dit geslacht komen voor in Europa, Afrika, gematigd Azië en Australazië.

## Soorten
Van het geslacht zijn de volgende soorten bekend: 
- Sphenopus divaricatus
- Sphenopus ehrenbergii
- Sphenopus gouani
- Sphenopus syrticus